# The Apology
The Apology es una película estadounidense de suspenso de 2022, dirigida por Alison Locke, que a su vez la escribió, musicalizada por Uèle Lamore, en la fotografía estuvo Jack Caswell y los protagonistas son Anna Gunn, Linus Roache y Janeane Garofalo, entre otros. El filme fue realizado por Company X y se estrenó el 16 de diciembre de 2022.

## Sinopsis
Una mujer, la cual tiene una hija que lleva desaparecida veinte años, está tratando de solucionar su problema de alcoholismo. Ella está dispuesta a organizar el festejo de Navidad de su familia, cuando la madre de su exmarido aparece sin avisar, luego de mucho tiempo, trayendo obsequios nostálgicos y un gran secreto.